# Jordan Mein
Jordan Mein é um lutador canadense de artes marciais mistas, atualmente compete no Peso Meio Médio do Ultimate Fighting Championship.

## Background
O pai de Jordan, Lee Mein, começou a operar uma promoção local chamada de Rumble in the Cage. O que deu à Jordan a oportunidade de sua primeira luta e quando ele tinha 11 anos de idade ele enfrentou outro garoto do local em uma luta de kickboxing. A luta ajudou o começo da carreira de Jordan, que incluiu torneios de kickboxing, competições de jiu-jitsu, amador e profissional no MMA.

## Carreira no MMA

### Começo da carreira
Jordan fez sua primeira luta amadora quando tinha 14, e acumulou o recorde de 6-1 antes de se tornar profissional. Ele se tornou profissional em Junho de 2006 em um dos eventos do seu pai do Rumble in the Cage.
Jordan derrotou Joe Riggs por nocaute no segundo round no Wreck MMA: Strong and Proud em 28 de Janeiro de 2011.
Ele lutou contra o veterano no UFC Josh Burkman no MMA 1: The Reckoning em 2 de Abril de 2011. Ele venceu por decisão unânime.

### Strikeforce
Mein assinou um contrato de quatro lutas com o Strikeforce em Julho de 2011 e fez sua estréia promocional no Strikeforce World Grand Prix: Barnett vs. Kharitonov.
Mein venceu sua estréia no Strikeforce, derrotando Evangelista Santos por nocaute técnico no terceiro round em 10 de Setembro de 2011 no Strikeforce World Grand Prix: Barnett vs. Kharitonov.
Mein enfrentou Tyron Woodley no Strikeforce: Rockhold vs. Jardine. Ele perdeu por decisão dividida.
Mein derrotou Tyler Stinson no Strikeforce: Rockhold vs. Kennedy por decisão unânime.

### Score Fighting Series
Jordan enfrentou o Campeão Meio Médio do Dream, Marius Žaromskis no Score Fighting Series 1 em 10 de Junho de 2011. Vencendo por decisão unânime.
Mein enfrentou Forrest Petz no evento principal do Score Fighting Series 7 em 23 de Novembro de 2012. Ele venceu por nocaute técnico no começo do primeiro round.

### Ultimate Fighting Championship
Mein fez sua estréia promocional no UFC contra Dan Miller em 16 de Março de 2013 no UFC 158. Ele venceu a luta por nocaute técnico no primeiro round.
Mein enfrentou Matt Brown em 20 de Abril de 2013 no UFC on Fox: Henderson vs. Melendez, substituindo o lesionado Dan Hardy. E foi derrotado por nocaute técnico no segundo round, a luta ganhou o prêmio de Luta da Noite.
Mein era esperado para enfrentar o argentino Santiago Ponzinibbio em 19 de Abril de 2014 no UFC on Fox: Werdum vs. Browne. Porém, uma lesão tirou Ponzinibbio do evento, sendo substituído pelo estreante na organização Hernani Perpétuo. Mein venceu por decisão dividida.
Mein era esperado para enfrentar o ex-desafiante ao título do UFC Thiago Alves em 23 de Agosto de 2014 no UFC Fight Night: Henderson vs. dos Anjos. Porém, uma lesão tirou Alves do evento e ele foi substituído por Brandon Thatch. No entanto, Thatch também se lesionou e Mein enfrentou o veterano Mike Pyle, ele venceu por nocaute técnico no primeiro round.
A luta contra Thiago Alves foi remarcada e aconteceu em 31 de Janeiro de 2015 no UFC 183. Após vencer o primeiro round, ele foi derrotado por nocaute técnico no segundo round.

## Cartel no MMA
| Cartel no MMA   |             |             |
| 41 lutas        | 29 vitórias | 12 derrotas |
| Por nocaute     | 16          | 3           |
| Por finalização | 7           | 4           |
| Por decisão     | 6           | 5           |

| Res.    | Cartel | Oponente           | Método                                | Evento                                   | Data       | Round | Tempo | Local                           | Notas                 |
| ------- | ------ | ------------------ | ------------------------------------- | ---------------------------------------- | ---------- | ----- | ----- | ------------------------------- | --------------------- |
| Vitória | 31-12  | Alex Morono        | Decisão (unânime)                     | UFC on Fox: Alvarez vs. Poirier II       | 28/07/2018 | 3     | 5:00  | Calgary, Alberta                |                       |
| Vitória | 30-12  | Erick Silva        | Decisão (unânime)                     | UFC on Fox: Lawler vs. dos Anjos         | 16/12/2017 | 3     | 5:00  | Winnipeg, Manitoba              |                       |
| Derrota | 29-12  | Belal Muhammad     | Decisão (unânime)                     | UFC 213: Romero vs. Whittaker            | 08/07/2017 | 3     | 5:00  | Las Vegas, Nevada               |                       |
| Derrota | 29-11  | Emil Weber Meek    | Decisão (unânime)                     | UFC 206: Holloway vs. Pettis             | 10/12/2016 | 3     | 5:00  | Toronto, Ontario                |                       |
| Derrota | 29-10  | Thiago Alves       | Nocaute Técnico (chute no estômago)   | UFC 183: Silva vs. Diaz                  | 31/01/2015 | 2     | 0:39  | Las Vegas, Nevada               |                       |
| Vitória | 29-9   | Mike Pyle          | Nocaute Técnico (socos)               | UFC Fight Night: Henderson vs. dos Anjos | 23/08/2014 | 1     | 1:12  | Tulsa, Oklahoma                 | Performance da Noite. |
| Vitória | 28-9   | Hernani Perpétuo   | Decisão (dividida)                    | UFC on Fox: Werdum vs. Browne            | 19/04/2014 | 3     | 5:00  | Orlando, Florida                |                       |
| Derrota | 27-9   | Matt Brown         | Nocaute (socos)                       | UFC on Fox: Henderson vs. Melendez       | 20/04/2013 | 2     | 1:00  | San Jose, California            | Luta da Noite.        |
| Vitória | 27-8   | Dan Miller         | Nocaute Técnico (socos e cotoveladas) | UFC 158: St. Pierre vs. Diaz             | 16/03/2013 | 1     | 4:42  | Montreal, Quebec                | Estréia no UFC.       |
| Vitória | 26-8   | Forrest Petz       | Nocaute (joelhadas e cotoveladas)     | Score Fighting Series 7                  | 23/11/2012 | 1     | 1:29  | Hamilton, Ontario               |                       |
| Vitória | 25-8   | Tyler Stinson      | Decisão (unânime)                     | Strikeforce: Rockhold vs. Kennedy        | 14/07/2012 | 3     | 5:00  | Portland, Oregon                |                       |
| Derrota | 24-8   | Tyron Woodley      | Decisão (dividida)                    | Strikeforce: Rockhold vs. Jardine        | 07/01/2012 | 3     | 5:00  | Las Vegas, Nevada               |                       |
| Vitória | 24-7   | Evangelista Santos | Nocaute Técnico (cotoveladas)         | Strikeforce: Barnett vs. Kharitonov      | 10/09/2011 | 3     | 3:18  | Cincinnati, Ohio                |                       |
| Vitória | 23-7   | Marius Žaromskis   | Decisão (unânime)                     | Score Fighting Series 1                  | 10/06/2011 | 3     | 5:00  | Mississauga, Ontario            |                       |
| Vitória | 22-7   | Josh Burkman       | Decisão (unânime)                     | MMA: The Reckoning                       | 02/04/2011 | 3     | 5:00  | Orillia, Ontario                |                       |
| Vitória | 21-7   | Keto Allen         | Finalização Técnica (guilhotina)      | Rumble in the Cage 42                    | 19/02/2011 | 1     | 0:42  | Lethbridge, Alberta             |                       |
| Vitória | 20-7   | Joe Riggs          | Nocaute (socos)                       | Wreck MMA: Strong and Proud              | 28/01/2011 | 2     | 4:30  | Gatineau, Quebec                |                       |
| Vitória | 19-7   | Chase Degenhardt   | Nocaute Técnico (socos)               | Rumble in the Cage 41                    | 06/11/2010 | 1     | 1:09  | Lethbridge, Alberta             |                       |
| Derrota | 18-7   | Jason High         | Decisão (unânime)                     | Rumble in the Cage 40                    | 26/08/2010 | 3     | 5:00  | Taber, Alberta                  |                       |
| Vitória | 18-6   | George Belanger    | Nocaute Técnico (socos)               | Pure Fighting Championships 5            | 24/07/2010 | 1     | 2:55  | Red Deer, Alberta               |                       |
| Vitória | 17-6   | Victor Bachmann    | Finalização (neck crank)              | LGIO MMA 1: MacDonald vs. Horwich        | 23/04/2010 | 1     | 4:21  | Edmonton, Alberta               |                       |
| Vitória | 16-6   | Andrew Buckland    | Nocaute Técnico (socos)               | Pure Fighting Championships 4            | 12/03/2010 | 1     | N/A   | Red Deer, Alberta               |                       |
| Vitória | 15-6   | Tim Skidmore       | Nocaute Técnico (socos)               | Rumble in the Cage 38                    | 23/01/2010 | 1     | 0:42  | Calgary, Alberta                |                       |
| Derrota | 14-6   | Mike Ricci         | Decisão (unânime)                     | Ringside MMA: Rivalry                    | 14/11/2009 | 3     | 5:00  | Drummondville, Quebec           |                       |
| Vitória | 14-5   | Chad Freeman       | Nocaute Técnico (socos)               | Rumble in the Cage 34                    | 11/04/2009 | 1     | 2:20  | Lethbridge, Alberta             |                       |
| Vitória | 13-5   | Ryan Machan        | Finalização (kimura)                  | Pure Fighting Championships 2            | 13/03/2009 | 2     | 1:14  | Red Deer, Alberta               |                       |
| Vitória | 12-5   | Jeff Harrison      | Nocaute Técnico (socos)               | TKO 35: Quenneville vs. Hioki            | 03/10/2008 | 1     | 0:50  | Montreal, Quebec                |                       |
| Vitória | 11-5   | Justin Bermudez    | Nocaute Técnico (corte)               | Vipers MMA: Venom at the Snakepit        | 29/08/2008 | 1     | 0:42  | Calgary, Alberta                |                       |
| Vitória | 10-5   | Hollis Huggins     | Nocaute (chute na cabeça)             | Rumble in the Cage 30                    | 28/06/2008 | 1     | 0:20  | Lethbridge, Alberta             |                       |
| Derrota | 9-5    | Samuel Guillet     | Finalização (kimura)                  | TKO 32: Ultimatum                        | 28/02/2008 | 2     | 4:05  | Montreal, Quebec                |                       |
| Vitória | 9-4    | Dave Pariseau      | Decisão (unânime)                     | RITC 27: Seasons Beatings                | 31/12/2007 | 3     | 5:00  | Lethbridge, Alberta             |                       |
| Vitória | 8-4    | Kevin Manderson    | Nocaute Técnico (socos)               | UCW 10: X-Factor                         | 30/11/2007 | 1     | N/A   | Winnipeg, Manitoba              |                       |
| Vitória | 7-4    | Chris Ade          | Nocaute Técnico (socos)               | EFC 5: Revolution                        | 03/11/2007 | 1     | 1:25  | Prince George, British Columbia |                       |
| Vitória | 6-4    | Adam Thomas        | Finalização (mata-leão)               | Rumble in the Cage 26                    | 27/10/2007 | 1     | 2:24  | Lethbridge, Alberta             |                       |
| Vitória | 5-4    | Garret Vernoy      | Nocaute Técnico (socos)               | UCW 9: September to Remember             | 07/09/2007 | 1     | N/A   | Winnipeg, Manitoba              |                       |
| Derrota | 4-4    | Gavin Hesson       | Nocaute Técnico (socos)               | UCW 8: Natural Invasion                  | 23/06/2007 | 2     | 3:59  | Winnipeg, Manitoba              |                       |
| Vitória | 4-3    | Lindsey Hawkes     | Decisão (unânime)                     | Ultimate Martial Arts Championship 3     | 17/02/2007 | 3     | 5:00  | Regina, Saskatchewan            |                       |
| Derrota | 3-3    | Kevin Manderson    | Finalização (mata-leão)               | RITC 21: Seasons Beatings                | 30/12/2006 | 1     | 4:14  | Lethbridge, Alberta             |                       |
| Vitória | 3-2    | Jason Geiger       | Finalização (estrangulamento)         | UCW 6: Warzone                           | 28/10/2006 | 2     | N/A   | Winnipeg, Manitoba              |                       |
| Derrota | 2-2    | Tim Jenson         | Finalização (mata-leão)               | King of the Cage: Insurrection           | 06/10/2006 | N/A   | N/A   | Vernon, British Columbia        |                       |
| Vitória | 2-1    | Tom Wutpunne       | Finalização (mata-leão)               | Rumble in the Cage 18                    | 30/09/2006 | 1     | 2:51  | Lethbridge, Alberta             |                       |
| Vitória | 1-1    | Josh Kretjo        | Finalização (mata-leão)               | Ultimate Martial Arts Championship 2     | 26/08/2006 | 1     | 4:48  | Regina, Saskatchewan            |                       |
| Derrota | 0-1    | Rory MacDonald     | Finalização (mata-leão)               | Rumble in the Cage 17                    | 17/06/2006 | 1     | 4:04  | Lethbridge, Alberta             |                       |